# Список политических партий Судана
В Судане существует несколько партий, которые имеют небольшое политическое влияние (кроме Национального конгресса). Оппозиционные партии разрешены, но у них нет шанса влиять на политику.

## Правящая партия
- Национальный конгресс Судана (Al Muttamar al Watani) — исламизм, национализм, популизм и консерватизм

## Оппозиционные партии
- Национальный демократический альянс — коалиция суданских политических, боевых и профсоюзных организаций, находящихся в оппозиции к режиму Омара аль-Башира.
- Юнионистско-демократическая партия (Al Hizb Al-Ittihadi Al-Dimuqrati, 1967) — правая, арабский национализм.
- «Хизб-аль-Умма» (Hizb al-Umma, 1944) — исламская центристская.
- «Хизб ут-Тахрир» («Исламская Партия освобождения», Hizb ut-Tahrir, 1953) — исламистская, панисламизм.
- Народный конгресс (Al-Mu’tamar al-Sha’bi) — основан Хасаном Тураби в результате раскола Национального конгресса Судана
- Суданская коммунистическая партия (Al-Hizb al-Shuyui al-Sudani, 1946) — марксизм-ленинизм.
- Арабская социалистическая партия Баас — Организация в Судане (Hizb Al-Ba'ath Al-'Arabi Al-Ishtiraki - Tanthim fi Al-Sudan, 1980) — арабский социализм, панарабизм, придерживается просирийской ориентации.
- Арабская социалистическая партия Баас — Страна Судан (Hizb Al-Ba'ath Al-Arabi Al-Ishtiraki - Watan fi Al-Sudan) —  арабский социализм, панарабизм, придерживалась проиракской ориентации.
- Суданская партия Баас (Hizb al-Ba’ath as-Sudani, 2002) — арабский социализм, панарабизм. Образована в результате раскола проиракской партии Баас.
- Либерально-демократическая партия (2008) — социальный либерализм, федерализм.
- Либерал-демократы (Hizb Al-Demokhrateen Al-Ahrar).
- Суданская социалистическая демократическая партия — происходит от Суданского социалистического союза.
- Суданский национальный альянс (англ. Sudan National Alliance/Sudan Alliance Forces, SNA/SAF) — ведёт вооружённую борьбу за демократический и светский Судан[1]
- Национальная партия реформ (англ. The National Reform Party)[2]
- Партия суданского национального единства (англ. Sudanese Unity National Party, S.U.N. PARTY)
- Суданское народно-освободительное движение — Север (англ. Sudan People's Liberation Movement-North, 1983) — национально-освободительное движение чёрных националистов. Ведёт вооружённую борьбу за независимость штатов Голубой Нил и Южный Кордофан.